# Xã Bellevue, Michigan
Xã Bellevue (tiếng Anh: Bellevue Township) là một xã thuộc quận Eaton, tiểu bang Michigan, Hoa Kỳ. Năm 2010, dân số của xã này là 3.150 người.